# Carlo Mattrel
Carlo Mattrel, né le 14 avril 1937 à Turin dans le Piémont et mort le 22 septembre 1976 à Front, est un joueur international de football italien, qui évoluait au poste de gardien de but.

## Biographie

### Joueur

#### Club
« Il était un professionnel d'un rare sérieux, qui étudiait tout, s'entraînait comme un chartreux [...] »

— Alberto Malavasi

Formé par le grand club de sa ville natale de la Juventus Football Club, Mattrel dit Carletto commence sa carrière professionnelle en 1955, mais ne joue aucun match lors de sa première saison. 
Il est alors prêté durant la saison 1956-1957 au club de l'Associazione Calcio Ancône en Serie D avant de retourner chez les bianconeri. Lors de son second passage à la Juve entre 1957 et 1961, il joue 72 matchs (dont le premier le 8 septembre 1957 lors d'une victoire 3-2 contre l'Hellas Vérone). Après sept saisons sous les couleurs de la Vieille Dame (excepté une parenthèse sous prêt de 1961 à 1962 avec le club sicilien de l'Unione Sportiva Città di Palermo), il remporte en tout trois scudetti (titres de champion d'Italie) (1958, 1960 et 1961) et trois éditions de la Coppa Italia (1959, 1960 et 1965).
Durant sa saison à Palerme, il effectue sa série du plus grand nombre de matchs joués en gardant sa cage inviolée, pendant cinq matchs contre l'Udinese, Vicence, Torino FC, Bologne et le SPAL (lors de ce dernier match, il encaisse deux buts).
Il retourne à Turin après sa saison sicilienne, mais est cette fois-ci relégué au poste de remplaçant au profit du gardien montant de la Juventus Roberto Anzolin (il ne joue que 21 matchs entre 1962 et 1965). Lors de la saison 1965-1966, il rejoint les sardes du Cagliari Calcio avec qui il reste deux saisons, mais est une fois de plus relégué au bout de sa deuxième saison au poste de gardien remplaçant derrière Adriano Reginato. 
Il part ensuite rejoindre le club de la Società Polisportiva Ars et Labor 1907 présidé par Paolo Mazza qu'il avait déjà connu à Palerme. À Ferrare, il débute lors de la saison 1967-1968 comme titulaire, mais l'équipe est reléguée à la fin de la saison en Serie B.
Avant de prendre définitivement sa retraite de footballeur, il joue encore une saison (de 1968 à 1969) dans le club de catégorie inférieure de l'Associazione Sportiva Dilettantistica Caserta Calcio.

#### Sélection
C'est lorsqu'il évolue avec Palerme qu'il connaît sa première sélection en équipe nationale italienne, au cours de l'année 1962 lors d'un match d'avant-mondial contre la Belgique (victoire 1-3).
Convoqué ensuite dans la liste des 22 joueurs sélectionnés pour disputer la coupe du monde 1962 au Chili. Lors du tournoi, il est le portier titulaire lors du célèbre match (appelé la « Bataille de Santiago ») entre la Squadra Azzurra et l'équipe du Chili (remporté par ces derniers 2-0), qui tourne à l'émeute.

### Vie privée
Il meurt en 1976 à 39 ans lors d'un accident de la route (son auto s'écrasa contre un bouleau, la tête de Mattrel s'écrasant sur le pare-brise et le joueur mourant sur le coup malgré le secours rapide des ambulanciers). Il était mariée à une femme nommée Grazia, avec qui il eut un fils Diego (fondateur de l'équipe de futsal Ronchiverdi).

## Palmarès
Juventus
- Championnat d'Italie (3) :
  - Champion : 1957-58, 1959-60 et 1960-61.
  - Vice-champion : 1962-63.

- Coupe d'Italie (3) :
  - Vainqueur : 1958-59, 1959-60 et 1964-65.

- Coupe des villes de foires :
  - Finaliste : 1964-65.